# Manuel Fernández-Cuesta Puerto
Manuel Fernández-Cuesta Puerto (n. Madrid; 1963 - ib.; 10 de julio de 2013) fue un editor de libros, columnista y redactor jefe de Mundo Obrero.

## Biografía
Tras estudiar Derecho y Filosofía, amplió estudios en París y Milán interesándose por el marxismo clásico, la teoría del Estado y la sociología política y de la cultura.
Vivía en Madrid dedicado a la edición literaria. Formó parte de la cúpula de la editorial Debate, integrada en el Grupo Random House Mondadori.
Desde septiembre de 2007 hasta el 27 de junio de 2013, dos semanas antes de su fallecimiento, estuvo ligado a Grup 62, primero como director de Ediciones Península y desde mayo de 2011 como responsable del área castellana de Grup 62, integrada entonces por los sellos editoriales Península, El Aleph, Luciérnaga y Salsa Books. Península se fundó en 1964 y el sello está especializado en ciencias humanas y sociales, especialmente en filosofía e historia, en los grandes temas de política internacional e intervención cultural y en el género biográfico. Uno de los proyectos que lanzó es la creación de la colección Gran Atalaya, que reúne aquellos títulos y autores emblemáticos que, ya sea por la calidad de sus textos o por la buena acogida del público, han determinado una manera de publicar y comercializar este tipo de libro. En sus nuevas responsabilidades, además de conservar las funciones de gestión editorial y de proyecto de Península, asumió también las del sello literario El Aleph Editores, que publica en castellano obra destacada de ficción de diversos autores de referencia.
Asimismo, enseñó escritura de las ideas y ensayo en Hotel Kafka de Madrid  y fue profesor del Máster en Edición de la Universidad de Salamanca y del Máster de Edición de IDEC (Universidad Pompeu Fabra de Barcelona).
Es autor de los textos y comentarios que acompañan las fotografías de Robert Capa en el libro Fotógrafo de guerra. 1936-1939 (Hiru Argitaletxea, 2000) ISBN 84-89753-41-5.
Fue colaborador habitual del periódico digital Rebelión, de Mundo Obrero, en el que ejerció como redactor jefe, y de diversos diarios como Público o El Mundo; sus últimos artículos aparecieron en El País, Cuarto Poder y elDiario.es.
Era nieto del periodista Manuel Fernández-Cuesta Merelo, fundador del diario deportivo Marca.

## Obra publicada
- Fernández-Cuesta, Manuel (2015). En tierra extraña. Memoria roja. Editorial Atrapasueños.